# Paolo Corsini (poeta)
Paolo Corsini (Castel Goffredo, ... – XVI secolo) è stato un poeta e letterato italiano.

## Biografia
Fu allievo del poeta Gianfrancesco Boccardo e raccoglitore di iscrizioni latine raccolte in Varia priscorum monumenta in urbe Brixiae reperta et in ecorem plateae reposita.

## Opere
- Varia priscorum monumenta in urbe Brixiae reperta et in ecorem plateae reposita.
- De laudibus Virtutis Orazio S.P.G. Brixiano.
- Magnifico ac Clariss. Dom. Jacobo Michaelo Brixiae Praefect. digniss. Corsini Castrogofredi Carmen, 1519.
- Magnifico et clariss. Equiti ac. juris utriusque doctori Joanni Badoaro Brixiaeque praetori aequissimo Corsini Castrigofrei Carmen, 1528.[1]